# 珍妮特·蘭金

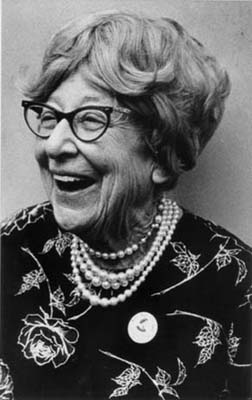
Jeannette Rankin

珍妮特·皮克林·蘭金（英語：Jeannette Pickering Rankin，1880年6月11日—1973年5月18日），美國共和黨籍政治人物、女性主義者、人權活動家，1916年在蒙大拿州當選眾議員，成為美國國會第一位女性議員。
蘭金出生於蒙大拿州，其父是來自加拿大的移民。她在紐約慈善學院（New York School of Philanthropy，後改名為哥倫比亞大學社會工作研究生院）獲得學位後，成為了華盛頓州西雅圖市的一名社會工作者。後來參加1910年的華盛頓州爭取婦女選舉權活動，在1914年領導了蒙大拿州的婦女爭取選舉權運動，並於1917年當選美國史上第一位眾議員。1918年，她競選參議員失敗，原因可能是她是一年前投票反對美國參加第一次世界大戰的50位眾議員之一（她是其中唯一受到輿論指責的議員）。1919年她在國會同意賦予女性選舉權的美國憲法第十九修正案表決中投了贊成票，任期屆滿後參與從事維護婦女權利的公益事業。1940年出於對和平危機的擔憂，她暫停社會公益事業重新投身政治活動並入選國會，珍珠港事件後，她在國會眾議院中投出了唯一的反对票。此後她的政治生涯告終，二次大戰後，繼續致力於美國的公益事業，也參與過60年代的反對越戰運動。她於1973年逝世，享耆壽92歲。